# ماهیچه جناغی‌سپری
ماهیچه جناغی‌سپری (انگلیسی: Sternothyroid muscle) از ماهیچه‌های حنجره انسان و یکی از ماهیچه‌های زیرلامی گردن است. این ماهیچه باعث پایین‌بردن استخوان لامی می‌شود.
ماهیچه جناغی‌سپری نقش مهمی در حرکات حنجره و استخوان لامی ایفا می‌کند. این ماهیچه از سطح پشتی دستهٔ جناغ  (مانوبریوم) و غضروف دنده‌ای نخست آغاز می‌شود و به خط مورب غضروف تیروئید متصل می‌گردد. و عصب آن از قوس گردنی تأمین می‌شود. وظیفه اصلی آن پایین‌آوردن غضروف تیروئید و به‌طور غیرمستقیم پایین‌آوردن استخوان لامی است و زمانی که استخوان لامی ثابت باشد، باعث بالا رفتن حنجره و زیر شدن صدا می‌شود. این ماهیچه توسط شاخه‌هایی از حلقه گردنی، که از اعصاب نخاعی گردنی C1 تا C3 منشأ می‌گیرند، عصب‌رسانی می‌شود. به دلیل اتصالش به غضروف تیروئید، رشد گواتر به سمت بالا را محدود می‌کند، بنابراین گواتر تنها می‌تواند به جلو، عقب یا میانه گسترش یابد و نه بالاتر.

## ساختار
این دو ماهیچه در بخش ابتدایی (نزدیک به مبدأشان) در تماس با یکدیگر هستند، اما در بخش انتهایی (نزدیک به محل اتصال) از هم فاصله می‌گیرند.

### خاستگاه
ماهیچهٔ جناغی‌سپری از سطح پشتی دستهٔ جناغ جناغ سینه از خط میانی تا فرورفتگی دندهٔ نخست (پایین‌تر از مبدأ ماهیچه جناغی‌لامی) و لبهٔ پشتی دنده نخست و غضروف دنده‌ای نخست آغاز می‌شود.

### پیوندگاه
این ماهیچه به خط مورب تیغهٔ غضروف تیروئید می‌چسبد.

### عصب‌رسانی
عصب‌رسانی حرکتی این ماهیچه از شاخه‌های حلقه گردنی (که در نهایت از اعصاب نخاعی گردنی C1 تا C3 منشأ می‌گیرند) انجام می‌شود.

### ارتباط‌ها
ماهیچهٔ جناغی‌سپری کوتاه‌تر و پهن‌تر از ماهیچه جناغی‌لامی است و در عمق و تا حدی به‌سمت میانهٔ آن قرار دارد.

### گونه‌ها
این ماهیچه ممکن است وجود نداشته یا دوبرابر باشد. همچنین ممکن است زوائد فرعی به ماهیچه تیروئیدی‌لامی، ماهیچه حلقی باریک‌کننده پایینی یا غلاف کاروتید بفرستد.

### حرکت‌ها
ماهیچهٔ جناغی‌سپری به‌طور غیرمستقیم استخوان لامی را از طریق کشیدن غضروف تیروئید به پایین می‌آورد. هنگامی که استخوان لامی ثابت باشد، این ماهیچه حنجره را بالا می‌برد و باعث زیر شدن صدا می‌شود.

## اهمیت بالینی
بلندشدن به سمت بالا در گواتر به‌وسیلهٔ اتصال ماهیچهٔ جناغی‌سپری به غضروف تیروئید محدود می‌شود. بنابراین گواتر تنها می‌تواند به جلو، عقب یا میانه رشد کند و نه به بالا.

## نگارخانه

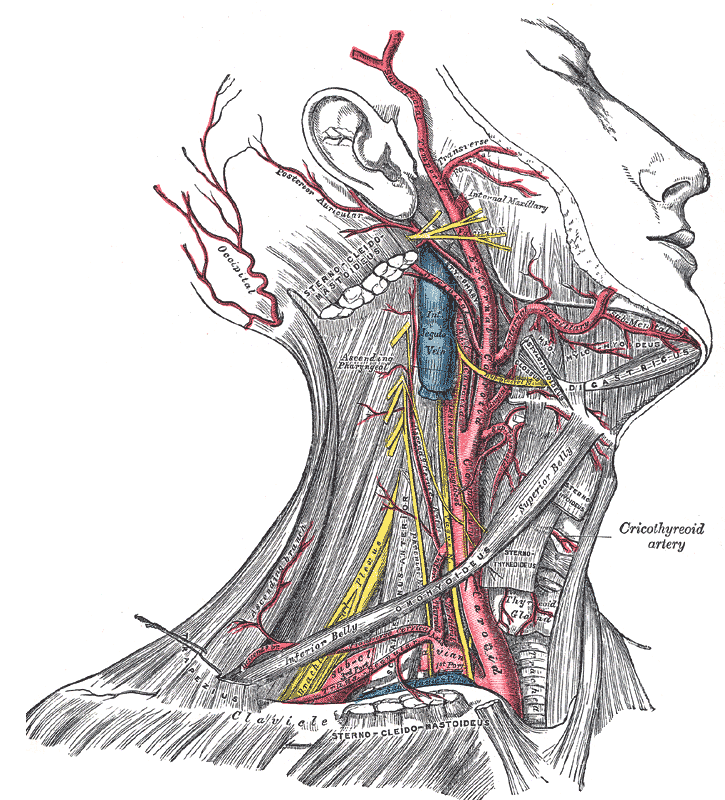
کالبدشکافی سطحی سمت راست گردن که سرخرگ کاروتید و سرخرگ زیرترقوه‌ای را نشان می‌دهد.
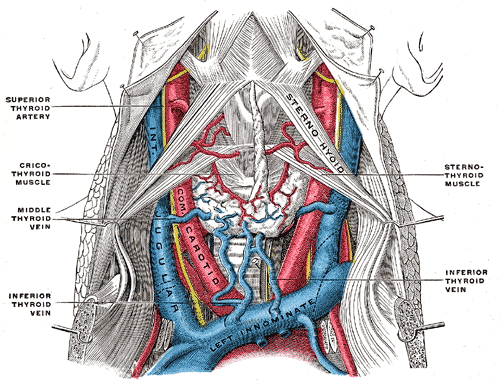
نیام و سیاهرگ‌های تیروئیدی میانی.
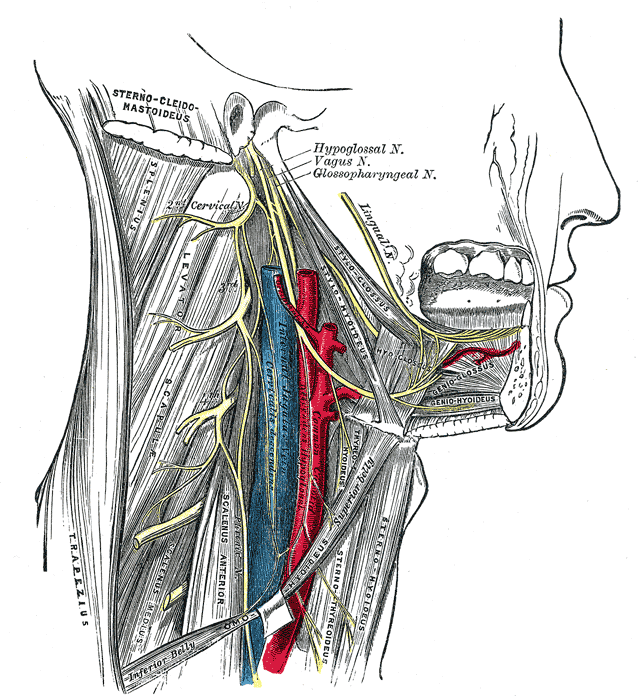
عصب زیرزبانی، شبکه گردنی و شاخه‌های آن.
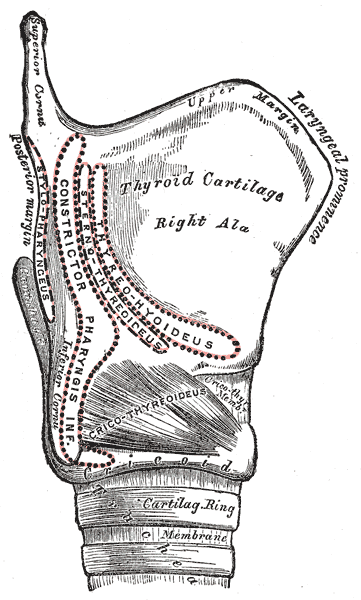
نمای جانبی حنجره که محل اتصال ماهیچه‌ها را نشان می‌دهد.
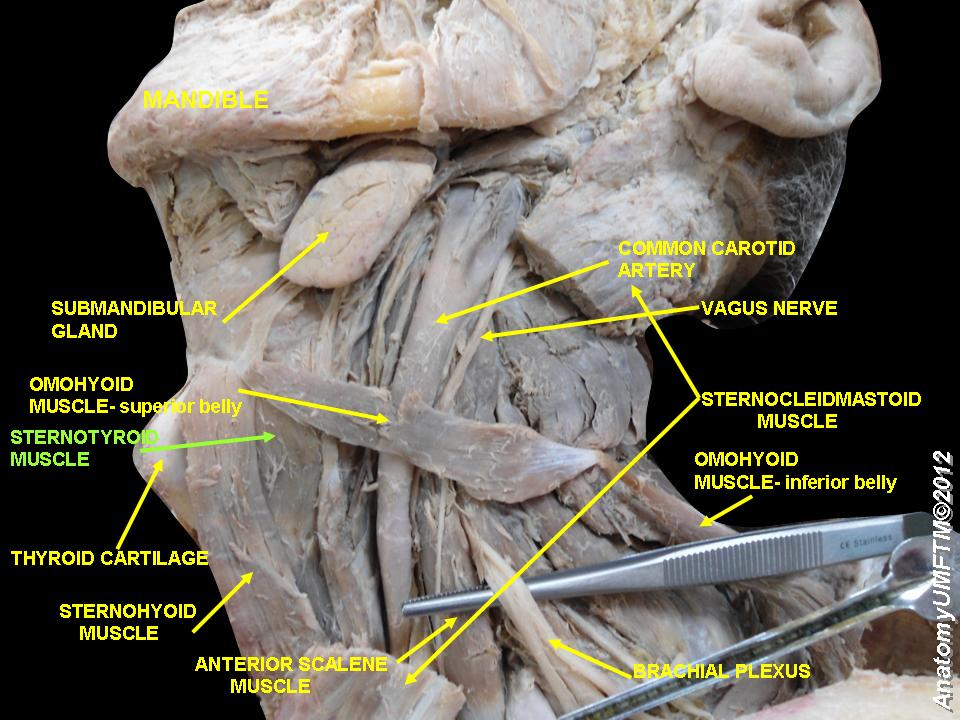
ماهیچهٔ جناغی‌سپری